# Баллада о маленькой Джо
«Балла́да о ма́ленькой Джо» или «Балла́да о ма́леньком Джо» (англ. The Ballad Of Little Jo) — американский художественный фильм 1993 года, вестерн, снятый режиссёром Мэгги Гринвальд по своему же сценарию. Музыка к фильму написана Дэвидом Мэнсфилдом.
Главные роли в этом фильме исполнили Сьюзи Эмис, Бо Хопкинс, Иэн Маккеллен, Дэвид Чун и Хизер Грэм. Премьера фильма состоялась 20 августа 1993 года в США.

## Сюжет
В основу фильма легли несколько реальных историй. Действие происходит в Соединённых Штатах в 1866 году, после Гражданской войны. Жозефина Монаган в своём родном городе родила внебрачного ребёнка. И, чтобы избежать позора, она бежит на Дикий Запад и останавливается в Рубиновом Городе. Там, переодевшись в мужчину, она выдаёт себя за «Маленького Джо». В его образе она живёт на протяжении многих лет. Поддерживает Маленького Джо его друг Фрэнк Бэджер.

## В ролях
- Сьюзи Эмис — Жозефина Монаган или просто Джо
- Бо Хопкинс — Фрэнк Бэджер
- Иэн Маккеллан — Перси Коркоран
- Дэвид Чун — Тинмэн Вонг
- Кэрри Снодгресс — Рут Бэджер
- Рене Обержонуа — Страйт Холландер
- Хизер Грэм — Мэри Эдди
- Сэм Робардс — Джаспер Хилл
- Энтони Хилд — Генри Грэй
- Мелисса Лео — Беатрис Грэй
- Рут Малажех — хозяин магазина